# أوسكار هاسكيل
أوسكار هاسكيل (24 أبريل 1857 في أستراليا - 3 سبتمبر 1943 في أستراليا) (بالإنجليزية: Oscar Haskell)‏ هو لاعب كريكت نيوزلندي.

## وصلات خارجية
- أوسكار هاسكيل على موقع إي آس بي آن كريك إنفو (الإنجليزية)